# مکمل‌های مواد معدنی
مکمل‌های مواد معدنی، مکمل‌های معدنی،  مینرال یا مینرال تکمیلی (به انگلیسی Mineral Supplements) هم مانند ویتامینها، نقش کوآنزیمها را ایفا می‌کنند. آن‌ها این امکان را به بدن می‌دهند تا وظایف خود را به درستی انجام دهد. چون تمام فعالیت‌های آنزیمی به عناصر معدنی وابسته است، بنابراین وجود این مواد برای استفاده صحیح از ویتامین‌ها و مواد مغذی دیگر ضروری است.

## انواع
عناصر معدنی به دو دسته تقسیم می‌شوند:
- عناصر معدنی که بدن به آن‌ها احتیاج وافر دارد (پُر نیاز یا عُمده): نیاز بدن به این دسته از عناصر معدنی بیشتر است.
- عناصر معدنی کم نیاز: نیاز بدن به این دسته از مواد معدنی کمتر است اما برای حفظ سلامتی به این عناصر نیز نیاز وجود دارد.

کلسیم، پتاسیم، منیزیم، سدیم و فسفر از عناصر معدنی پُر نیاز هستند، عناصر بور، کروم، مس، ژرمانیم، ید، آهن، منگنز، مولیبدن، سلنیم، سیلیسیم، گوگرد، وانادیم و روی نیز از جمله عناصر کم نیاز هستند. مکمل‌های عناصر معدنی اغلب به شکل فرمول‌های مولتی ویتامین یافت می‌شوند (نظیر مولتی ویتامین مینرال). البته این عناصر به صورت مکمل‌های مجزا نیز به فروش می‌رسند. این مکمل‌ها به شکل قرص، کپسول، پودر و مایع در دسترس می‌باشند.
برخی از مکمل‌های معدنی به صورت کی لِیت عرضه می‌شوند، در این مکمل‌ها عنصر مربوطه از نظر شیمیایی به یک پروتئین متصل شده‌است. از این مواد در صنایع غذایی نیز استفاده می‌شود زیرا علاوه بر نگهداری فلزات در ترکیب غذا از اثرات نامطلوب آن‌ها در حالت یونی نیز جلوگیری می‌کنند.

## مسمومیت
چون عناصر معدنی بیشتر در استخوانها و بافت‌های بدن ذخیره می‌شوند، با مصرف بیش از اندازه این عناصر، مسمومیت بروز می‌نماید. این وضعیت معمولاً زمانی رخ می‌دهد که عناصر معدنی به مقدار زیاد و برای مدت طولانی مصرف شوند.
در رابطه با مکمل‌های معدنی نیز باید خاطر نشان کرد که بدست آوردن عناصر معدنی مورد نیاز بدن از طریق غذای روزانه و طبیعی بهتر از مصرف مکمل آن‌ها می‌باشد، لیکن در برخی مواقع و شرایط، فرد مجبور است تا برای تأمین نیاز بدن خود به مواد معدنی، از مکمل‌های معدنی استفاده نماید.

## مصرف
هنگامی که عناصر معدنی وارد بدن شوند، برای جذب با یکدیگر رقابت می‌نمایند. به عنوان مثال مقادیر بیش از حد روی مانع جذب مس می‌شود یا دریافت کلسیم اضافی بر جذب منیزیم اثر می‌گذارد. به همین دلیل عناصر معدنی همیشه باید به مقدار متناسب مصرف شوند، در غیر اینصورت نه تنها ثمر بخش نخواهند بود بلکه دارای اثرات زیان بار نیز می‌شوند. استفاده از مکمل‌های فیبر نیز بر روی سطح جذب مکمل‌های معدنی تأثیر می‌گذارد، لذا در صورت مصرف مکمل فیبر بهتر است که مکمل معدنی را به صورت هم‌زمان با آن مصرف نکرد.

## عناصر عمده (پُر نیاز)

### کلسیم
کلسیم در شیر و لبنیات، ماهی آزاد (در صورت مصرف به همراه استخوان‌های ریز)، ساردین، غذاهای دریایی و سبزی‌های برگی سبز یافت می‌شود.
مواد غذایی ذیل نیز حاوی این ماده می‌باشند:
بادام، مارچوبه، ملاس سیاه، مخمر آبجو، خانواده کلم، شیر پس چرخ، خَرنوب، پنیر، برگ گیاه قاصدک، زنبق خوراکی، انجیر، فندق، جلبک قهوه‌ای، خردل هندی، جو دو سر، آلو خشک، دانه کنجد، سویا، توفو، برگ شلغم، شاهی آبی (کبود)، آب پنیر (شیذر) و ماست.
کلسیم همچنین در گیاهان دارویی ذیل نیز یافت می‌شود:
یونجه، ریشه گیاه بابا آدم، فلفل قرمز تازه، بابونه، علف پرنده، کاسنی، گیاه قاصدک، گل عینک، تخم رازیانه، شنبلیله، تخم گیاه کتان، گیاه رازک، گیاه دم اسب، جلبک قهوه‌ای، گور گیاه، گل ماهور، گزنه، جو دو سر، پاپریکا، نعنا، جعفری، بارهنگ، برگ تمشک جنگلی، شبدر قرمز، میوه گل سرخ، گیاهِ کیسهٔ کشیش، برگ گل بنفشه، گیاه بومادران و ترشک زرد.
وجود اسید آمینه لیزین برای جذب کلسیم ضروری است، منابع غذایی حاوی لیزین عبارتند از:
پنیر، تخم مرغ، ماهی، باقلای سبز، شیر، سیب زمینی، گوشت قرمز، فراورده‌های سویا و مخمر. زنان ورزشکار و یائسه بیش از سایر زنان به کلسیم نیاز دارند. ورزش‌های سنگین مانع جذب کلسیم می‌شوند، در حالی که تمرین‌های ورزشی سبک به جذب این ماده کمک می‌کند. مصرف ویتامین D به مقدار کم، یا خوردن مقادیر زیادی از فسفر و منیزیم نیز از جذب کلسیم جلوگیری می‌کند. مصرف کلسیم به همراه آهن میزان جذب هر دو ماده را کاهش می‌دهد. مصرف کلسیم به میزان زیاد در جذب روی اختلال ایجاد می‌کند، همانگونه که مصرف زیاد روی نیز همین اثر را بر روی کلسیم دارد.
مصرف نوشابه‌های الکلی و غیر الکلی، غلات تصفیه شده (ناکامل)، قهوه، نمک فراوان و آرد سفید دفع کلسیم را افزایش می‌دهد. یک برنامه غذایی که حاوی مواد مغذی نظیر انواع سبزی، میوه و غلات کامل باشد، برای اطمینان از تأمین کلسیم مطلوب می‌باشد.
مصرف بیش از حد منابع غذایی حاوی اسید اگزالیک نظیر بادام، بادام هندی (بَلادُر)، برگ چغندر، کاکائو، کلم پیچ، ریواس، سویا و اسفناج مانع جذب کلسیم می‌شود، مصرف متعادل این مواد مشکلی به وجود نمی‌آورد. در صورت استفاده از مکمل کلسیم بهتر است که آن را به دفعات در طول روز و پیش از خواب مصرف نمود. وقتی کلسیم در شب مصرف شود به دلیل خاصیت خواب آورش موجب خواب عمیقی می‌شود. مصرف این ماده معدنی به تنهایی و به مقدار زیاد تأثیر کمی دارد.
برخی از شرکت‌های سازنده مکمل، در فراورده‌های خود از D1- فسفات کلسیم استفاده می‌کنند، در صورت مصرف این نوع کلسیم به همراه یک مکمل غذایی دیگر جذب مواد مغذی مکمل دوم با اختلال روبرو می‌شود. شایان ذکر است که میزان الکترولیتهای موجود در بدن نیز بر میزان جذب کلسیم تأثیر می‌گذارد.
اشخاصی که سابقه سنگ کلیه یا بیماری کلیوی دارند، باید از مصرف مکمل‌های کلسیم خودداری نمایند.

### پتاسیم
مواد غذایی حاوی پتاسیم عبارتند از:
لبنیات، ماهی، میوه، حبوبات، گوشت قرمز، گوشت طیور، سبزیها، غلات کامل، زرد آلو، آووکادو، موز، ملاس سیاه، مخمر آبجو، برنج سبوس دار، خرما، زنبق خوراکی، انجیر، خشکبار، سیر، مغزها، سیب زمینی، کشمش، کدوی زمستانی، مخمر تورولا، سبوس گندم و سیب زمینی شیرین.
پتاسیم همچنین در گیاهان دارویی ذیل نیز یافت می‌شود:
علف گربه، گیاه رازک، گیاه دم اسب، گزنه، بارهنگ، شبدر قرمز، مریم گلی و دوری جام (قاشقک).
بیماری‌های کلیه، اسهال، استفاده از برخی از انواع مدرها (نظیر یوریتول، لازیکس و فوروزماید) و ملین‌ها در میزان پتاسیم اختلال به وجود می‌آورد. تنباکو و کافئین جذب پتاسیم را کاهش می‌دهد. فشارهای روحی و استرس نیاز بدن به پتاسیم را افزایش می‌دهد. مصرف مکمل پتاسیم به همراه برخی از داروهای مدر نظیر تریامترن- H، دیازید و ماکسیزاید، مرگبار است.

### منیزیم
مواد غذایی ذیل حاوی منیزیم می‌باشند: لبنیات، ماهی، گوشت قرمز، غذاهای دریایی، سیب، زرد آلو، آووکادو، موز، ملاس سیاه، مخمر آبجو، برنج سبوس دار، طالبی، زنبق خوراکی، انجیر، سیر، گریپ فروت، سبزی‌های برگی سبز رنگ، جلبک قهوه‌ای، لیمو، باقلای سبز، ارزن، انواع مغزها، هلو، لوبیای چشم بلبلی، ماهی آزاد، دانه کنجد، سویا، توفو، مخمر تورولا، شاهی آبی (کبود)، گندم و غلات کامل.
منیزیم همچنین در گیاهان دارویی ذیل نیز یافت می‌شود:
یونجه، علف گربه، فلفل قرمز تازه، بابونه، علف پرنده، گیاه قاصدک، گل عینک، تخم رازیانه، شنبلیله، گیاه رازک، گیاه دم اسب، گور گیاه، شیرین بیان، گل ماهور، گزنه، جو دو سر، پاپریکا، نعنا، جعفری، برگ تمشک جنگلی، شبدر قرمز، مریم گلی، گیاهِ کیسهٔ کشیش، گیاه بومادران و ترشک زرد.
مصرف الکل، مواد مدر، اسهال، وجود فلوراید، میزان بالای روی و ویتامین D نیاز بدن به منیزیم را افزایش می‌دهند. مصرف مقدار زیاد چربی، روغن جگرِ ماهیِ روغن، کلسیم، ویتامین D و پروتئین میزان جذب منیزیم را کاهش می‌دهد. ویتامین‌های محلول در چربی، مواد غذایی حاوی اسید اگزالیک و چای از جذب منیزیم ممانعت می‌کنند.

### سدیم
تقریباً تمام مواد غذایی دارای مقداری سدیم هستند. وجود تعادل لازم بین پتاسیم و سدیم، برای حفظ سلامتی ضروری است، از آنجا که اغلب افراد مقادیر زیادی سدیم مصرف می‌نمایند، معمولاً به مقدار بیشتری پتاسیم نیز احتیاج دارند. عدم تعادل بین پتاسیم و سدیم منجر به بیماری قلبی می‌گردد.

### فسفر
کمبود فسفر بسیار نادر است زیرا اغلب مواد غذایی حاوی این عنصر هستند. مارچوبه، سبوس، مخمر آبجو، ذرت، لبنیات، تخم مرغ، ماهی، خشکبار، سیر، حبوبات، مغزها، تخم کنجد، تخم آفتاب گردان، تخم کدو، انواع گوشتهای قرمز، گوشت طیور، ماهی آزاد و غلات کامل دارای مقادیر قابل ملاحظه‌ای فسفر‌اند. حتی نوشابه‌های گازدار نیز دارای فسفر می‌باشند. مصرف بیش از حد فسفر از جذب کلسیم جلوگیری می‌کند و ویتامین D اثر فسفر را افزایش می‌دهد.

## عناصر کم نیاز

### بور
بور در انواع سیب، هویج، انگور، سبزی‌های پر برگ، مغزها، گلابی و غلات یافت می‌شود.
مصرف بیش از ۳ میلی‌گرم بور در روز، توصیه نمی‌شود.

### کروم
مواد غذایی حاوی کروم عبارتند از:
لبنیات، لوبیای خشک، جگر گوساله، ذرت و روغن ذرت، تخم مرغ، گوشت قرمز، گوشت طیور، غلات کامل، ملاس سیاه، مخمر آبجو، برنج سبوس دار، زنبق خوراکی، قارچ و سیب زمینی.
کروم همچنین در گیاهان دارویی ذیل نیز یافت می‌شود:
علف گربه، گیاه دم اسب، شیرین بیان، گزنه، جو دو سر، شبدر قرمز، ولی گلی (عَشَبهٔ بیابانی)، سیب زمینی شیرین خودرو و گیاه بومادران.
کروم تکمیلی (خصوصاً پیکولینات کروم) بر میزان نیاز بدن به انسولین اثر می‌گذارد، لذا افراد مبتلا به دیابت برای مصرف مکمل کروم حتماً باید با پزشک مشورت نمایند. چنانچه در صورت مصرف مکمل شخص احساس سرگیجه نماید باید مصرف مکمل را قطع و با پزشک مشورت نماید، همچنین در صورت بروز دانه‌های ریز پوستی بر روی بدن، یا نوع مکمل را باید تغییر داد یا از مصرف آن خودداری نمود.

### مس
عنصر مس علاوه بر استفاده در ساخت وسایل آشپزخانه و لوله‌کشی، به میزان فراوانی در مواد غذایی وجود دارد. منابع غذایی حاوی مس عبارتند از:
بادام، آووکادو، جو، انواع لوبیا، چغندر، ملاس سیاه، کلم، سیر، عدس، جگر، قارچ، انواع مغزها، جو دو سر، پُرتقال، گردو، انواع ترب، کشمش، ماهی آزاد، غذاهای دریایی، سویا و سبزی‌های برگیِ سبز.
سطح مس در بدن به میزان فلز روی و ویتامین C وابستگی دارد، چنانچه میزان زیادی عنصر روی و ویتامین C مصرف شود، سطح مس کاهش می‌یابد و اگر سطح مس نیز بالا رود، همین مسئله برای روی و ویتامین C بروز می‌نماید. مصرف فروکتوز به میزان زیاد نیز کمبود مس را به نحو چشمگیری افزایش می‌دهد.

### ژرمانیوم
ژرمانیوم عمل اکسیژن رسانی به سلول‌ها را تشدید می‌نماید و برای مبارزه با درد مفید است، این ماده باعث بهبودی بیماری‌هایی نظیر آرتریت روماتوئید، حساسیت‌های غذایی، بالا بودن میزان کلسترول خون، عفونتِ قارچی (کاندیدیاز)، عفونت‌های ویروسی مزمن، سرطان و ایدز می‌شود.
مواد غذایی حاوی ژرمانیوم عبارتند از:
سیر، قارچِ شی ایتیک و پیاز.
گیاهان دارویی حاوی ژرمانیوم نیز عبارتند از:
آلوئه ورا (صبر زرد)، سُمفیتون، جین سینگ و سوماً.
در رابطه با ژرمانیوم نکته قابل ذکر اینست که بر طبق تحقیقات انجام شده بهترین راه به دست آوردن این عنصر، رژیم غذایی صحیح و طبیعی روزانه است.

### ید
مواد غذایی که حاوی مقادیر زیادی ید می‌باشند عبارتند از:
نمک ید دار، غذاهای دریایی، ماهی آب شور و جلبک قهوه‌ای.
این عنصر در مار چوبه، زنبق خوراکی، سیر، باقلای سبز، قارچ، نمک دریا، تخم کنجد، سویا، اسفناج پُخته، کدوی تابستانی، برگ چغندر و برگ شلغم نیز یافت می‌شود.
مصرف برخی از مواد غذایی به میزان زیاد و خام از جذب ید ممانعت می‌نماید. این مواد غذایی عبارتند از:
خانواده کلم، هلو، گلابی، اسفناج و شلغم. چنانچه فرد به کم‌کاری تیروئید مبتلا باشد باید از مصرف مواد یادشده به مقدار زیاد و خام خودداری نماید.

### آهن
آهن در تخم مرغ، ماهی، جگر، گوشت قرمز، گوشت طیور، سبزی‌های برگی سبز رنگ، غلات کامل و انواع نان‌ها و محصولات غله‌ای غنی شده یافت می‌شود. سایر منابع غذایی حاوی آهن عبارتند از:
بادام، آووکادو، چغندر، ملاس سیاه، مخمر آبجو، خرما، زنبق خوراکی، جلبک قهوه‌ای، قلوه، باقلای سبز، عدس، ارزن، هلو، گلابی، آلو خشک، کدو حلوایی، کشمش، برنج، سبوس گندم، تخم کنجد، سویا و شاهی آبی.
آهن همچنین در گیاهان دارویی ذیل نیز یافت می‌شود: یونجه، ریشه گیاه بابا آدم، علف گربه، فلفل قرمز تازه، بابونه، علف پرنده، کاسنی، گیاه قاصدک، دونگ کوآی، گل عینک، تخم رازیانه، شنبلیله، گیاه دم اسب، جلبک قهوه‌ای، گور گیاه، شیرین بیان، تخم خارشتر (گال‌گان)، گل ماهور، گزنه، جو دو سر، پاپریکا، نعنا، جعفری، بارهنگ، برگ تمشک جنگلی، ولی گلی، میوه گل سرخ، گیاهِ کیسهٔ کشیش، انگور خرس و ترشک زرد.
برای جذب آهن در بدن باید اسید کلریدریک (HCL) به میزان کافی در معده وجود داشته باشد. برای جذب کامل آهن در بدن مس، منگنز، مولیبدن، ویتامین A و ویتامین‌های خانواده B مورد نیاز می‌باشند. مصرف ویتامین C جذب آهن را تا بیش از ۳۰٪ افزایش می‌دهد. مصرف بیش از حد عنصر روی و ویتامین E مانع جذب آهن می‌شود. بیماری‌های آرتریت روماتوئید و سرطان در بهره‌گیری از آهن اختلال ایجاد می‌نمایند. از آنجا که باکتری‌ها برای رشد و نمو به آهن نیاز دارند، زمانی که عفونتی در بدن بروز می‌نماید، بدن آهن را در کبد و سایر نقاط ذخیره آهن، پنهان می‌نماید؛ لذا افرادی که به بیماری عفونی مبتلا هستند باید از مصرف آهن مکمل خودداری نمایند.

### منگنز
آووکادو، انواع مغزها و دانه‌ها، گیاهان دریایی و غلات کامل حاوی مقادیر زیادی منگنز هستند. این عنصر معدنی در موادی نظیر گیاه قره قاط، زرده تخم مرغ، حبوبات، نخودچی، آناناس و سبزی‌های برگی سبز رنگ نیز وجود دارد.
منگنز همچنین در گیاهان دارویی ذیل نیز یافت می‌شود:
یونجه، ریشه گیاه بابا آدم، علف گربه، بابونه، علف پرنده، گیاه قاصدک، گل عینک، تخم رازیانه، شنبلیله، جین سینگ، گیاه رازک، گیاه دم اسب، گور گیاه، گل ماهور، نعنا، جعفری، تمشک، شبدر قرمز، میوه گل سرخ، سیب زمینی شیرین خودرو، بومادران و ترشک زرد.

### مولیبدن
مولیبدن یک عنصر معدنی کم نیاز بوده و در انواع لوبیا، غلات، حبوبات، نخود و سبزی‌های برگی سبز تیره یافت می‌شود.
گرما و رطوبت اثر مکمل مولیبدن را از بین می‌برد لذا مکمل مولیبدن باید در جای خشک و خنک نگهداری شود. مصرف زیاد گوگرد میزان مولیبدن را کاهش می‌دهد. افزایش میزان مصرف مولیبدن در سوخت و ساز مس اختلال به وجود می‌آورد.

### سلنیُم
سلنیم را می‌توان در گوشت قرمز و غلات یافت، البته این مسئله بستگی به مقدار سلنیمِ خاکی دارد که این مواد غذایی در آن پرورش می‌یابند، به عنوان مثال چون خاک نیوزلند و بیشتر مزارع ایالات متحده آمریکا از نظر وجود سلنیم فقیر می‌باشند، دام و محصولات کشاورزی مربوط به این نقاط نیز از نظر وجود سلنیم از بقیه نقاط دنیا پایین‌تر می‌باشند.
سلنیم را می‌توان در انواع مغزها، مخمر آبجو، کلم، برنج سبوس‌دار، مرغ، لبنیات، زنبق خوراکی، سیر، جلبک قهوه‌ای، جگر سیاه، ملاس، پیاز، ماهی آزاد، غذاهای دریایی، مخمر تورولا، ماهی تن، سبزیها، مغزها، گندم و غلات کامل یافت.
گیاهان دارویی حاوی سلنیم عبارتند از: یونجه، ریشه گیاه بابا آدم، علف گربه، فلفل قرمز تازه، بابونه، علف پرنده، تخم رازیانه، شنبلیله، سیر، جین سینگ، میوه درخت خفچه، گیاه رازک، گیاه دم اسب، گور گیاه، گیاه خارشتر، گزنه، جو دو سر، نعنا، جعفری، برگ تمشک، ولی گلی، میوه گل سرخ، گیاهِ بومادران، انگور خرس و ترشک زرد.

### سیلیسیم
مواد غذایی حاوی سیلیسیم عبارتند از: یونجه، چغندر، برنج سبوس دار، گیاه دم اسب، فلفل قرمز، سویا، سبزی‌های برگی سبز رنگ و غلات کامل.
عناصر بور، کلسیم، منیزیم، منگنز و پتاسیم به بهره‌گیری کافی از سیلیسیم کمک می‌نمایند.

### گوگرد (سولفور)
منابع غذایی حاوی گوگرد عبارتند از: خانواده کلم، لوبیای خشک، تخم مرغ، ماهی، سیر، انواع گوشت قرمز، پیاز، سویا، شلغم و گندم.
گوگرد همچنین در گیاه دارویی دم اسب نیز یافت می‌شود. اسیدهای آمینه‌ای نظیر سیستئین، لیزین و متیونین دارای گوگرد هستند. مکمل گوگرد به شکل قرص و پودر نیز در دسترس است. رطوبت و گرما ممکن است اثر گوگرد تکمیلی را ضعیف نماید، لذا بهتر است این‌گونه مکمل‌ها را در جای خشک و خنک نگاهداری نمود. گوگرد مادی مهمی است و به واسطهٔ همین اهمیت است که سیر دارای لقب سلطان گیاهان دارویی می‌باشد.

### وانادیم
وانادیم در شوید، ماهی، زیتون، گوشت قرمز، انواع ترب، لوبیا سبز، روغن‌های گیاهی و غلات کامل یافت می‌شود. مصرف تنباکو میزان جذب وانادیم را کاهش می‌دهد. در صورت استفاده از مکمل‌های وانادیم و کروم، بهتر است آن‌ها در ساعات مختلفی از روز مصرف شوند.

### روی
مواد غذایی حاوی روی عبارتند از: مخمر آبجو، زنبق خوراکی، زرده تخم مرغ، ماهی، جلبک قهوه‌ای، گوشت بره، حبوبات، باقلای سبز، جگر سیاه، گوشت قرمز، قارچ، گردو، گوشت پرندگان، تخمه کدو، ساردین، غذاهای دریایی، سویا، تخم آفتاب گردان مخمر تورولا و غلات کامل.
روی همچنین در گیاهان دارویی ذیل نیز یافت می‌شود: یونجه، ریشه گیاه بابا آدم، فلفل قرمز تازه، بابونه، علف پرنده، گیاه قاصدک، گل عینک، تخم رازیانه، گیاه رازک، خارشتر، گل ماهور، گزنه، جعفری، میوه گل سرخ، گیاه مریم گلی، ولی گلی، دوری جام و سیب زمینی شیرین خودرو.
بیماری‌هایی نظیر اسهال، ناراحتی کلیه، سیروز کبدی، دیابت و مصرف فیبر تکمیلی، میزان روی را کاهش می‌دهند. مقدار قابل ملاحظه‌ای روی از طریق تعریق از دست می‌رود. مصرف آب سخت نیز بر میزان عنصر روی تأثیرگذار است، فیتات‌ها (در غلات و حبوبات وجود دارند) با روی ترکیب شده و از جذب این عنصر جلوگیری می‌نمایند. مصرف همزمان مکمل‌های آهن و روی، باعث می‌شود تا این دو عنصر در کار یکدیگر اختلال به وجود آورند، لذا بهتر است آن‌ها را در ساعات مختلف روز مصرف نمود. مصرف روی به میزان ۱۰۰ میلی‌گرم در روز واکنش‌های دفاعی بدن را تقویت می‌نماید، اما مصرف بیش از ۱۰۰ میلی‌گرم در روز از میزان مصونیت بدن می‌کاهد.